# 人海驕陽
《人海骄阳》（英語：A Way Of Jastlce），是香港電視廣播有限公司（無綫電視）製作的時裝電視劇，全劇共20集，監製王心慰，主演林俊賢、陳秀雯、楊羚、陳珮珊、黃秋生、張鳳妮、麥翠嫻、吳瑞庭，1991年上映。